# Nienburg (distrito)
Nienburg ou Niemburgo é um distrito (Landkreis) da Alemanha localizado no estado de Baixa Saxônia.

## Cidades e municípios
|                                                                                    | | | |
| Cidades                                                                            | Samtgemeinden | Samtgemeinden | Samtgemeinden |
| 1. Nienburg/Weser 2. Rehburg-Loccum Municípios (livres) 1. Steyerberg 2. Stolzenau | - 1. Eystrup 1. Eystrup¹ 2. Gandesbergen 3. Hämelhausen 4. Hassel - 2. Grafschaft Hoya 1. Bücken 2. Hilgermissen 3. Hoya1, 2 4. Hoyerhagen 5. Schweringen 6. Warpe - 3. Heemsen 1. Drakenburg 2. Haßbergen 3. Heemsen 4. Rohrsen¹ | - 4. Landesbergen 1. Estorf 2. Husum 3. Landesbergen¹ 4. Leese - 5. Liebenau 1. Binnen 2. Liebenau¹ 3. Pennigsehl - 6. Marklohe 1. Balge 2. Marklohe¹ 3. Wietzen | - 7. Steimbke 1. Linsburg 2. Rodewald 3. Steimbke¹ 4. Stöckse - 8. Uchte 1. Diepenau 2. Raddestorf 3. Uchte¹ 4. Warmsen |
|                                                                                    | ¹sede do Samtgemeinde; ²cidade | | |